# Tanjung Alai (Sirah Pulau Padang)
Tanjung Alai is een bestuurslaag in het regentschap Ogan Komering Ilir van de provincie Zuid-Sumatra, Indonesië. Tanjung Alai telt 2414 inwoners (volkstelling 2010).